# زاهد حمید
زاهد حمید (انگلیسی: Zahid Hameed؛ زادهٔ ۱ اوت ۱۹۸۵) بازیکن فوتبال اهل پاکستان بود.
وی همچنین در تیم‌های ملی فوتبال زیر ۲۳ سال پاکستان و پاکستان بازی کرده است.
وی در مسابقات کشوری و بین‌المللی در مجموع برندهٔ ۲ مدال طلا شده است.